# Filipp Macharadze
Filipp Jesejevič Macharadze (gruzínsky ფილიპე მახარაძე, rusky Филипп Махарадзе; 9. března 1868, Gonebiskari – 10. prosince 1941, Tbilisi) byl gruzínský politik a bolševický funkcionář. Od roku 1934 do 1989 se po něm jmenovala gruzínská vesnice Ozurgeti.
Narodil se v roce 1868 ve vesnici Šemokmedi v kraji Guria v západní Gruzii. Studoval nejprve na Teologickém semináři v Tbilisi a potom na veterinárním institutu ve Varšavě. V roce 1891 se přidal k sociálně demokratickým hnutím a jejich ideály hlásal v Gruzii a Ázerbájdžánu. V roce 1903 vstoupil do Ruské sociálně demokratické dělnické strany (RSDDS) a aktivně se v roce 1905 podílel na revolučních událostech v Rusku, potažmo na Kavkaze. V roce 1907 se údajně podílel na vraždě prominentního gruzínského politika a vlastence Ilji Čavčavadzeho a vstoupil do bolševické frakce RSDDS.
Po únorové revoluci v Rusku v roce 1917 byl zvolen jako delegát na sedmý sjezd RSDDS, který se konal v dubnu, a byl bolševiky dosazen do Zakavkazského krajského výboru. V době nezávislé Gruzie vedl odbojové hnutí proti menševické vládě Noaha Žordaniji a po jejím pádu způsobeném invazí Rudé armády stanul od 6. března do 7. července 1921 v čele gruzínského revolučního výboru (Revkomu) a od 28. února 1922 do 22. ledna 1923 v čele gruzínského Ústředního výkonného výboru. Během výkonu této funkce se účastnil tzv. Gruzínského případu a postavil se proti snahám Serga Ordžonikidzeho a Stalina o centralizaci moci do Zakavkazské SFSR a následnému okleštění autonomie jejích federativních republik. Místo toho se přikláněl k přímému začlenění Gruzínské SSR do Sovětského systému. Jako předseda gruzínského Ústředního výkonného výboru pak působil ještě třikrát, a to od června 1925 do 14. června 1927, od dubna 1928 do června 1929 a od ledna 1931 do června 1938. Nakonec byl 10. června 1938 zvolen Předsedou Prezidia gruzínského Nejvyššího sovětu, čímž se stal jedním ze zástupců předsedy Nejvyššího sovětu SSSR. Funkci vykonával až do své smrti 10. prosince 1941. Mezery mezi obdobími výkonů funkce předsedy Ústředního výkonného výboru vyplňovaly jiné stranické funkce. V době mezi červnem 1929 a lednem 1931 Macharadze zastával funkci předsedy Rady lidových komisařů.
Kromě politiky se Macharadze také věnoval literární činnosti. Sepsal několik monografií Alexandra Puškina či Maxima Gorkého a historických prací, většinou na téma bolševického revolučního hnutí v Zakavkazsku nebo na téma rolnického a dělnického hnutí v Gruzii v 19. století.

## Vyznamenání
- Leninův řád (24. února 1941)